# 李婉顺
李婉顺（622年—661年7月8日），字尪娘，唐朝隐太子李建成次女，唐高祖李渊孙女。
武德九年（626年），李婉顺的二叔秦王李世民发动玄武门之变，杀死李婉顺的父亲皇太子李建成及四叔齐王李元吉，对唐高祖声称二人作乱伏诛，迫使唐高祖追废李建成、李元吉为庶人，并下诏以秦王处分军国事。李建成的五个儿子即李婉顺的兄弟们皆被诛杀，并除宗籍，李元吉的五个儿子亦然。李世民不久被立为皇太子，入住东宫。雖然政變中李建成、李元吉的女性親屬與後代並沒有因血統被殺，但史书中没有李建成、李元吉妻妾、女儿在此后处境的明確记载。她的嫡母太子妃郑观音在唐高宗时期死于长安皇宫，而四叔李元吉女儿李令的墓志则提及唐太宗对李令“恩加鞠养”。李婉顺可能如同她们一样，在玄武门之变后安置于皇宫。
同年，李世民受禅登基，是为唐太宗，追封李建成为息隐王。贞观十二年（638年），李婉顺受封为闻喜县主，嫁刘应道，生有数子。虽然唐太宗后来又于贞观十六年（642年）追复李建成为隐太子，但李婉顺却终其一生未能如太子女惯例进封为郡主。李婉顺自小好学，精通历代之事和诸子百家之言，但平日里并不显露，与亲朋谈论时并不涉及经史，终日作愚妇状，故即使亲人也不能看出其学问内涵。唐高宗龙朔元年六月六日，李婉顺薨于长安居德坊第。丈夫刘应道伤心不已，亲自为爱妻写下了《大唐刘应道妻故闻喜县主墓志》，她的生平也仅见于此。
刘应道（613年－680年8月3日），字玄寿，广平易阳人，父刘林甫在唐高祖时期任中书侍郎，太宗朝任吏部侍郎，封乐平县男。二兄刘祥道是高宗宰相。刘应道年未弱冠而父丧，事母崔氏以孝，事兄如事父，以孝友而名闻四方。贞观十二年（638年），刘应道迎娶十七岁的李婉顺为妻，661年妻子去世，刘应道夫妻情深，在原夫妻所居正室东窗外另起一个小斋房，放一小床、一小榻，独居其中二十余年。刘应道多才多艺，善于丹青和丝竹，围棋居第二品以上，草书、隶书也为当时人们所贵。晚年皈依佛教。子刘献臣、刘广业、刘友贤、刘令植。